# Патры
Па́тры (др.-греч. Πάτραι, греч. Πάτρα) — третий по величине город Греции. Расположен на северо-западной оконечности Пелопоннеса, на берегу залива Патраикос, в 177 километрах к юго-западу от Афин. Крупнейший город и порт на Пелопоннесе. Население 167 446 жителей по переписи 2011 года.
Административный центр одноимённой общины (дима), периферийной единицы Ахеи и периферии Западной Греции. Духовно-административный центр Патрской митрополии Элладской православной церкви.

## История
Город Патры основан в VI веке до н. э. ахейцами из Спарты, после того как дорийцы вытеснили их со значительной части Пелопоннеса. Предводитель ахейцев Превген объединил три города Арою, Месатис и Антию и назвал город в честь своего сына Патрея. Однако археологические исследования свидетельствуют, что первые поселения в этом месте появились в 3 тысячелетии до н. э.
В I веке в этом поселении мученически умер апостол Андрей.

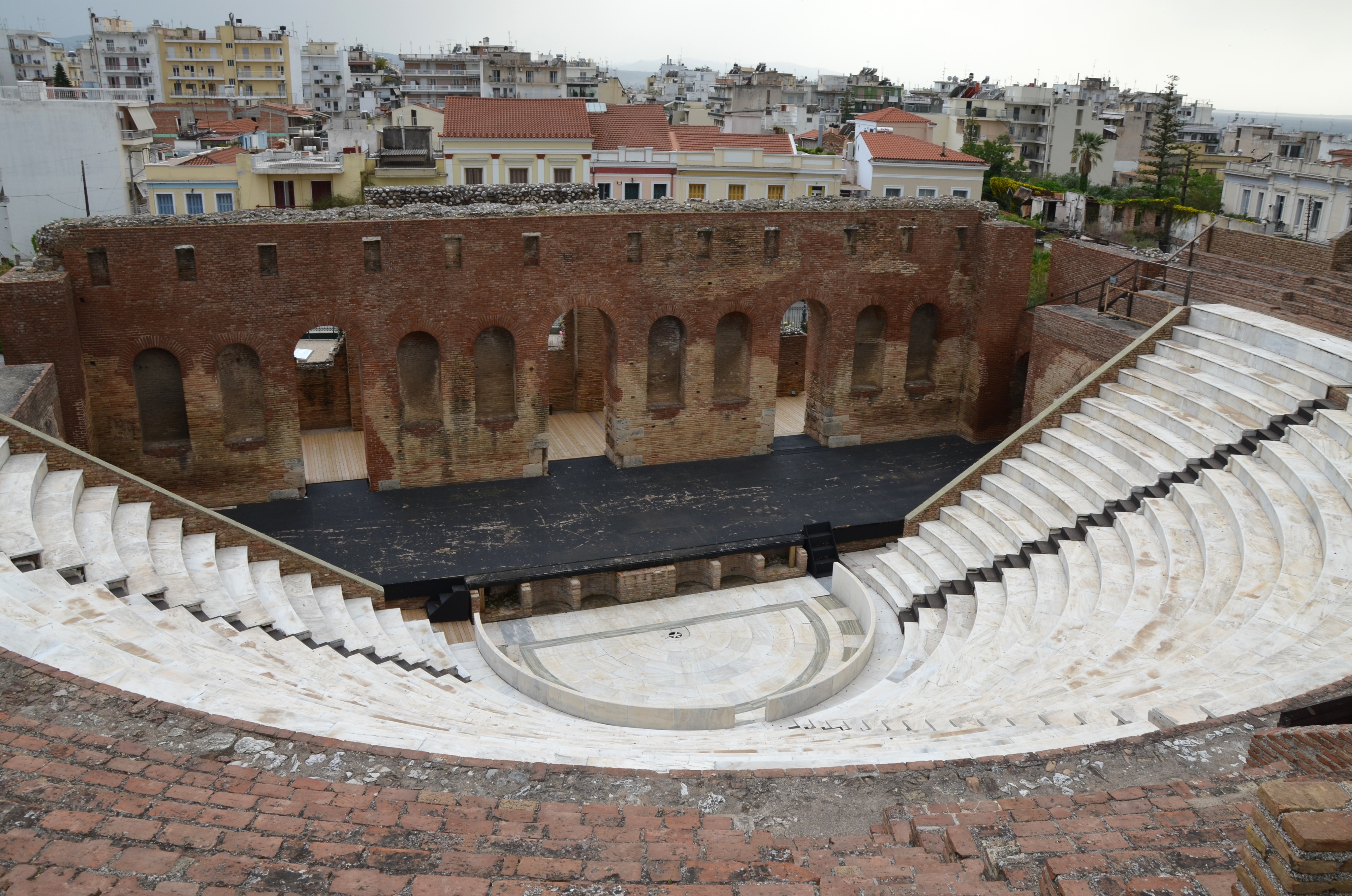
Одеон Патр

В Римский период город пережил расцвет и превратился в торговый и промышленный центр Средиземноморья. Местный порт после разрушения Коринфа начал играть всё более важную роль в объединении Греции и Италии. Римские императоры даже наделяли город правом выпускать собственные монеты. В этот период был построен амфитеатр, водопровод, Одеон и т. д.
Однако в конце III века начался упадок Патр, возможно, в результате мощного землетрясения, произошедшего примерно в то же время.
В середине IX века начался новый расцвет города, и с того времени он разделял судьбу всего греческого государства.
В 1205 году в результате Четвёртого крестового похода Патры отошли к Ахейскому княжеству и здесь стал править барон Гийом Алеман из Прованса. В середине XIII века он продал свои владения католическому архиепископу Патрскому, который в то же время был примасом Мореи (то есть осуществлял верховную церковную власть на Пелопоннесе). В середине XIV века Патры отошли к Морейскому деспотату. В 1387 году город пытались захватить госпитальеры.
С 1408 по 1430 года Патрами владели венецианцы, а в 1458 году Патры были захвачены турками.
С 1687 по 1715 год город вновь находился под властью Венеции.
В 1772 году группа кораблей российской Средиземноморской эскадры под командованием капитана 1-го ранга Михаила Коняева разбила недалеко от Патр турецко-тунисский флот.
Жители Патр одни из первых 23 марта 1821 года начали освободительную войну 1821—1829 годов под водительством Панагиотиса Карадзаса.
Во время Второй мировой войны город был оккупирован итальянскими и немецкими войсками.

## Климат
Климат средиземноморский с относительно прохладным, но очень сухим летом и мягкой зимой.
| Показатель                    | Янв. | Фев. | Март | Апр. | Май  | Июнь | Июль | Авг. | Сен. | Окт. | Нояб. | Дек.  | Год   |
| ----------------------------- | ---- | ---- | ---- | ---- | ---- | ---- | ---- | ---- | ---- | ---- | ----- | ----- | ----- |
| Средний суточный максимум, °C | 14,5 | 15,0 | 16,8 | 19,7 | 24,2 | 28,0 | 30,1 | 30,9 | 28,2 | 24,1 | 19,5  | 16,1  | 22,3  |
| Средняя температура, °C       | 10,3 | 10,7 | 12,3 | 15,0 | 19,1 | 22,7 | 24,8 | 25,3 | 22,7 | 18,9 | 14,9  | 11,9  | 17,4  |
| Средний суточный минимум, °C  | 6,1  | 6,4  | 7,7  | 10,2 | 13,9 | 17,4 | 19,4 | 19,6 | 17,2 | 13,8 | 10,3  | 7,6   | 12,5  |
| Норма осадков, мм             | 89,1 | 81,7 | 63,3 | 47,8 | 28,9 | 7,5  | 4,6  | 5,2  | 28,3 | 72,2 | 118,0 | 116,1 | 662,7 |
| Источник:                     |      |      |      |      |      |      |      |      |      |      |       |       |       |

## Современность

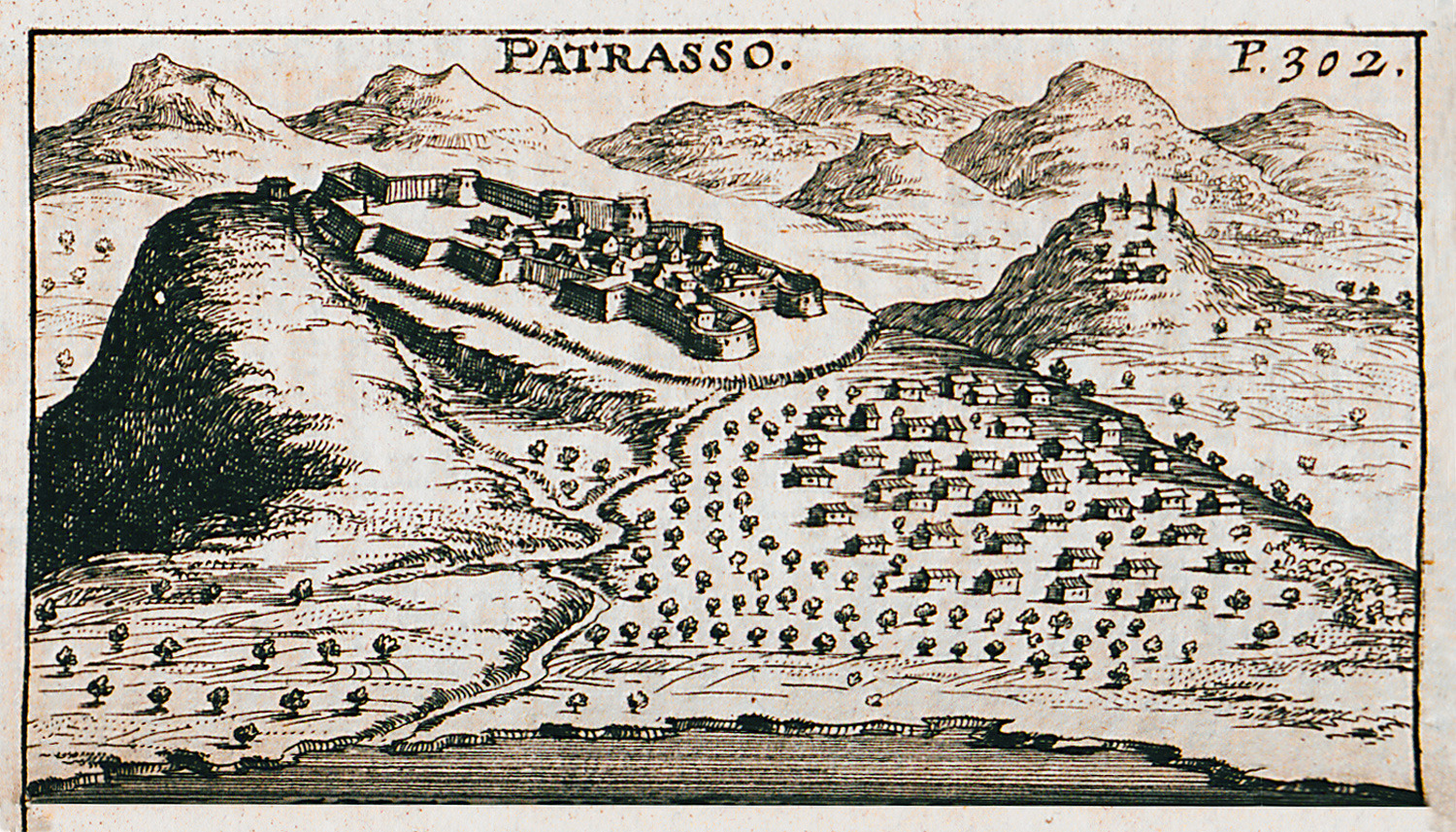
Замок Патр на рисунке 1687 года

От древнего города сохранился только Одеон (II в). На холме Кастро сохранились руины византийского замка. Действует археологический музей. В городе есть 2 университета (Университет Патр и Греческий открытый университет) и технический образовательный фонд с научно-исследовательским институтом. Храм Андрея Первозванного (1974), крупнейший храм в Греции, содержит мощи апостола Андрея. Недалеко от города возведен современный мост Рион — Андирион, связывающий Пелопоннес с материковой Грецией. На концах моста стоят крепости Риона и Андириона, построенные в самом узком месте пролива в 1701—1713 годах венецианцами.

Археологический музей Патр

Весной в городе проходит Патрский карнавал. Патры были избраны культурной столицей Европы в 2006 году.
В начале октября в городе проходит международный кинофестиваль независимого кино Partas International Film Festival.

## Культура
Город известен своим Муниципальным театром, главной сценой которого является театр «Аполлон», возведённый в 1872 году по проекту греческого архитектора саксонского происхождения Эрнста Циллера.
Ежегодно в городе проходит Патрский карнавал, один из крупнейших карнавалов мира, который начинается 17 января и длится до Чистого понедельника.
В период 1902 по 1918 год в Патрах курсировал трамвай, чья сеть стала первой в Греции системой электрического трамвая.

## Транспорт
В 30 километрах к юго-западу в Араксосе находится аэропорт.

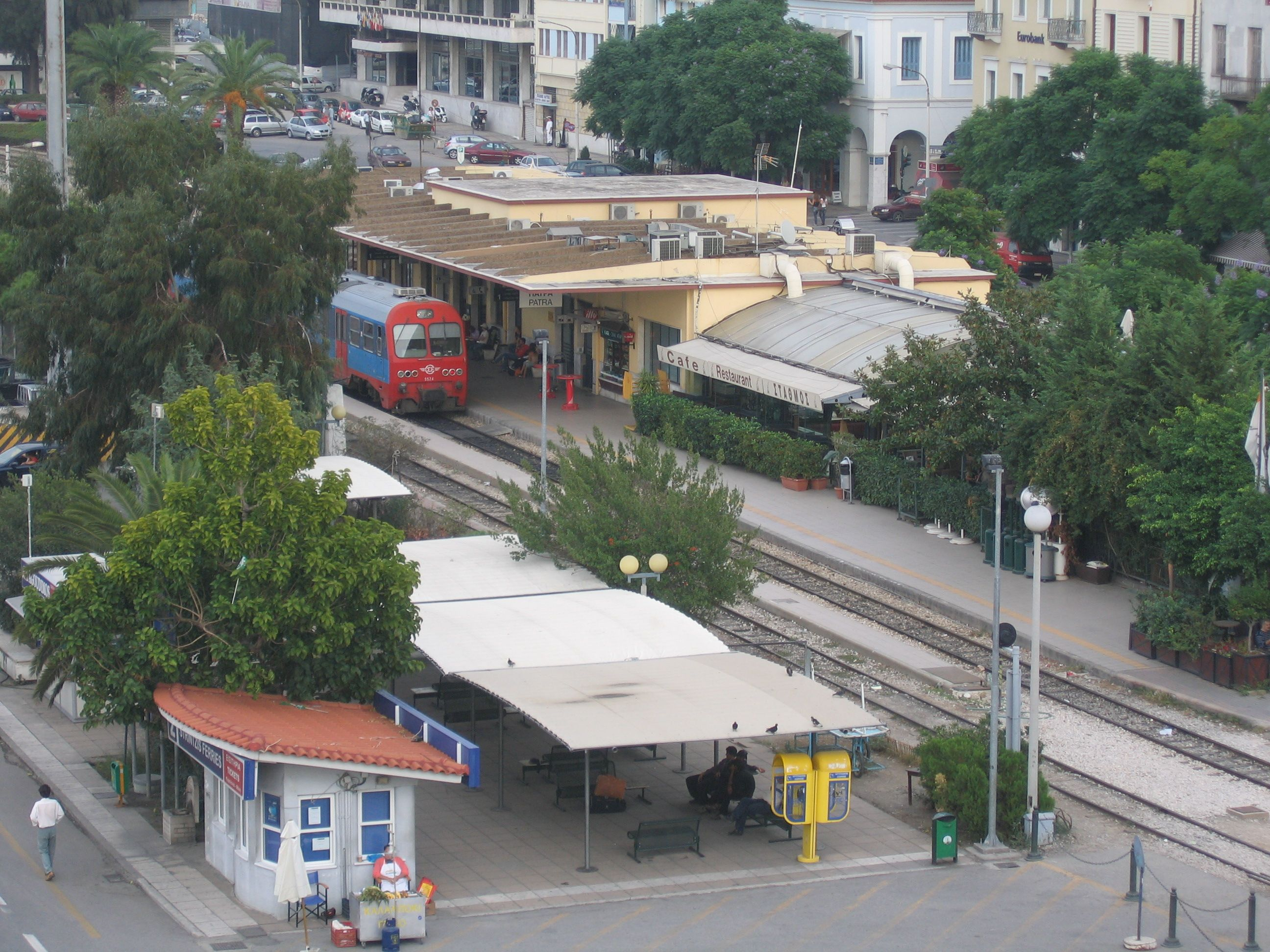
Железнодорожная станция «Патры»

Автострада 8 «Олимпия», часть европейского маршрута E65 связывает Патры и Афины. Автострада 5 «Иония», часть европейского маршрута E55 связывает Патры и Янину. Национальная дорога 9, часть европейского маршрута E55 связывает Патры и Метони. Национальная дорога 33 связывает Патры и Триполис.
Железнодорожная станция «Патры» обслуживает линию Аэродром — Патры и пригородную железную дорогу.

## Монастыри

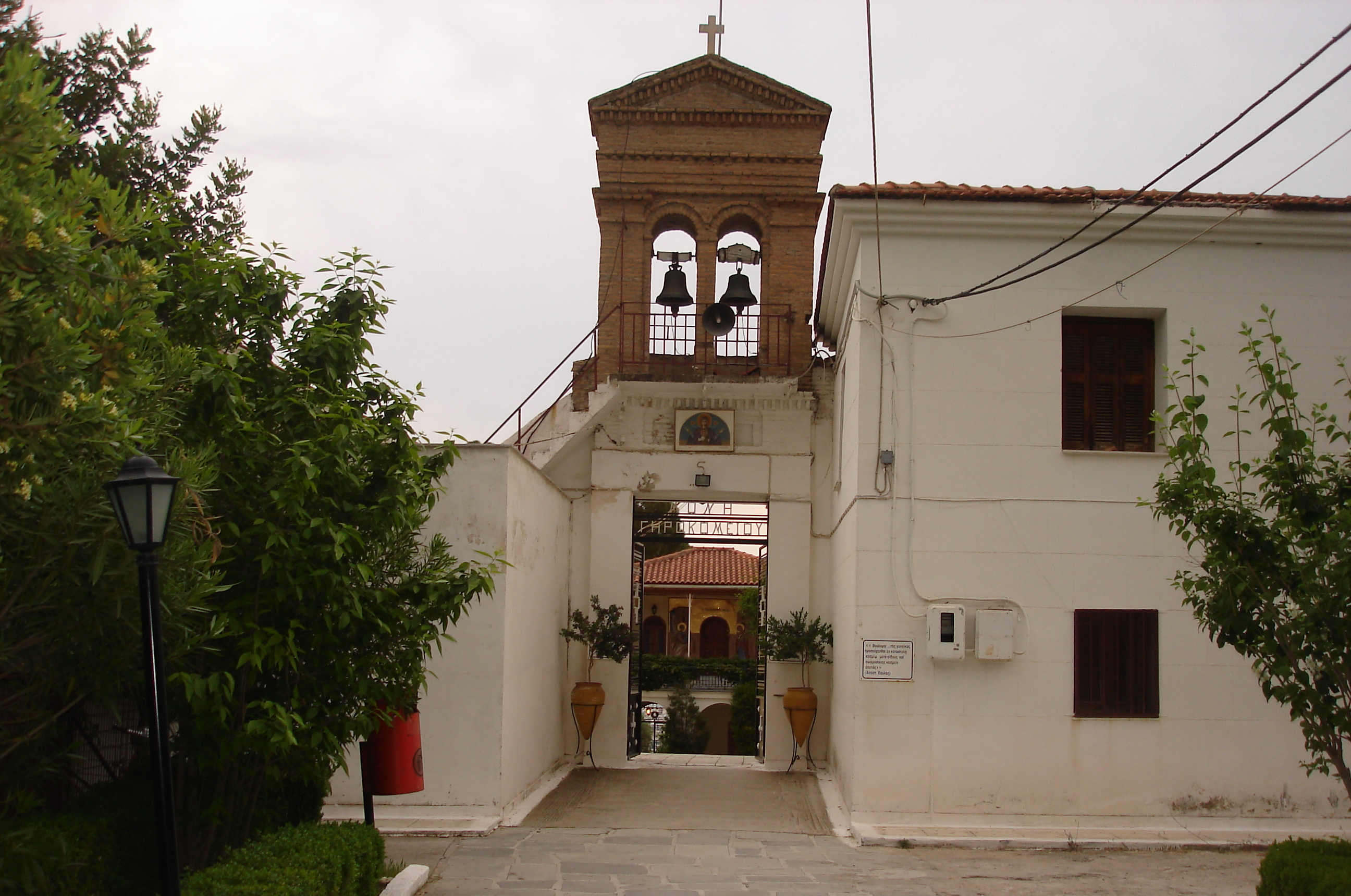
Монастырь Панагия Гирокомитисса

Монастырь Панагии Гирокомитиссы (греч. Ιερά Μονή Γηροκομείου). Основан в X веке в районе дома престарелых. Он был построен на руинах древнего храма богини Артемиды. Монастырский собор посвящен святому Артемию.
Монастырь Святого Николая в Баласе (греч. Μονή Αγίου Νικολάου Μπάλα). Известен как Старый монастырь (греч. Παλαιομονάστηρο). Построен у подножия горы Паначайкос, на высоте 500 метров, недалеко от деревни Балас, в 8 км к северо-востоку от Патр. Этот исторический и живописный монастырь был основан в конце VI века — начале VII века, но до 1945 года много раз разрушался. Мраморная плита на северной внешней стороне собора рассказывает о восстановлении монастыря в 1693 году.

## Сообщество Патры
В общинное сообщество Патры входят четыре населённых пункта. Население 170 896 жителей по переписи 2011 года. Площадь 57,41 квадратного километра.
| Наименование | Население (2011), человек |
| ------------ | ------------------------- |
| Балас        | 264                       |
| Патры        | 167 446                   |
| Скиоеса      | 626                       |
| Харадрон     | 110                       |

## Население

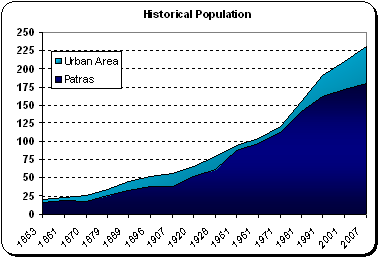
Население города Патры (темно-синяя область) и агломерации Патр (синяя область диаграммы) с 1853 до 2007 года

Городская агломерация Патр включает общину (дим) Патр.
| Год  | Город, человек | Агломерация, человек |
| 1853 | 15 854         | 19 499               |
| 1861 | 18 342         | 23 020               |
| 1870 | 16 641         | 26 190               |
| 1879 | 25 494         | 34 227               |
| 1889 | 33 529         | 44 970               |
| 1896 | 37 985         | 51 932               |
| 1907 | 37 728         | -                    |
| 1920 | 52 174         | -                    |
| 1928 | 61 278         | -                    |
| 1951 | 87 570         | 94 192               |
| 1961 | 96 100         | 103 985              |
| 1971 | 112 228        | 120 847              |
| 1981 | 142 163        | 154 596              |
| 1991 | 158 667        | 174 800              |
| 2001 | 168 530        | 201 341              |
| 2011 | ↘ 167 446      | ↗ 213 984            |

## Города-побратимы и города-партнеры
- Алексинац, Сербия
- Баня-Лука, Босния и Герцеговина[23]
- Анкона, Италия
- Бари, Италия
- Библ, Ливан
- Быдгощ, Польша[24]
- Кентербери, Австралия
- Кишинёв, Молдова
- Крайова, Румыния
- Дебрецен, Венгрия[24]
- Фамагуста, Кипр[24]
- Фокшаны, Румыния
- Гирокастра, Албания
- Харьков, Украина
- Лимасол, Кипр[24][25]
- Охрид, Македония
- Реджо-ди-Калабрия, Италия
- Сент-Этьен, Франция[24]
- Саванна, США[26]
- Сплит, Хорватия
- Вильнюс, Литва
- Уси, Китай[24]
- Калининград, Россия[27][28]